# فاطمه خردمند
فاطمه خردمند (زادهٔ ۱۳۶۲، تهران) خبرنگار، فعال جنبش سبز، دانش آموختهٔ رشته روزنامه‌نگاری و همسر مسعود لواسانی است. او هم چنین از فعالان ستاد میرحسین موسوی در انتخابات ریاست جمهوری ۱۳۸۸ بوده‌است.

## بازداشت و زندان
خردمند در ۱۸ دی ۱۳۹۰ از سوی وزارت اطلاعات در منزل خود بازداشت و به بند ۲۰۹ زندان اوین منتقل شد.
مسعود لواسانی دربارهٔ بازداشت او به بی‌بی‌سی فارسی گفت: «حوالی ساعت ۱۱ همسرم از یک مهمانی بازگشت و ماموران با فاطمه وارد منزل شدند، حکم جلب همسرم را به همراه داشتند که از سوی وزارت اطلاعات صادر شده بود.»
به گفته لواسانی مأموران با تفتیش منزل اقدام به جمع‌آوری وسایل کرده و حدود ساعت یک و نیم صبح خانم خردمند را به همراه خود بردند.
لواسانی در خصوص دلیل بازداشت همسرش با اشاره به اینکه فاطمه خردمند هیچ فعالیت سیاسی نداشته‌است، گفت: «وقتی از آقایان پرسیدم، گفتند ارتباطش با خانواده زندانیان دلیل بازداشتش است. در حالیکه فاطمه با این خانواده‌ها در دوران بازداشت من در دادستانی و جاهای مختلف آشنا شده بود و این ارتباط دوستانه است. همسرم حتی در جریان بازداشت من با هیچ رسانه ای مصاحبه‌ای انجام نداد.»
همسر خانم خردمند با اشاره به اینکه همسرش را سال گذشته از مؤسسه همشهری اخراج کرده‌اند، گفت: «از زمان آزادی من، فاطمه به صورت پراکنده به روزنامه‌نگاری مشغول بوده و پس از همشهری به صورت دائم با جایی همکاری نداشته‌است.»

هفتم بهمن ماه سایت خبری کلمه وابسته به هواداران جنبش سبز با انتشار بیانیه خانوادهٔ زندانیان سیاسی، خبر داد این خانواده‌ها با محکوم کردن دستگیری فاطمه خردمند خواستار آزادی هرچه سریع تر وی شدند.

## آزادی از اوین
با گذشت بیست و پنج روز از بازداشت فاطمه خردمند، وی در دوازدهم بهمن با قرار وثیقه پنجاه میلیون تومانی به صورت موقت از زندان اوین آزاد شد.

## دادگاه
چهارشنبه ۳ آبان ۱۳۹۱ رسانه‌ها خبر از برگزاری دادگاه روزنامه اینترنتی قلم سبز با حضور دکتر سعید مدنی، فاطمه خردمند و احسان هوشمند در در شعبه ۲۶ دادگاه انقلاب به ریاست قاضی پیرعباسی، دادند.